# ISO 3166-2:FO
ISO 3166-2:FOはISOの3166-2規格のうち、FOで始まるものである。デンマークの自治領であるフェロー諸島の行政区分コードを意味する。フェロー諸島はISO 3166-1(ISO 3166-1 alpha-2)で、FOを国コードとして割り振られている。ISO 3166-2:FOに対応する行政区分コードの割り当てはない。